# Абдул-Вахад, Тарик
Тарик Абдул-Вахад (фр. Tariq Abdul-Wahad), при рождении Оливье Сен-Жан (фр. Olivier Saint-Jean; род. 3 ноября 1974 года, Мезонз-Альфор, департамент Валь-де-Марн) — французский профессиональный баскетболист, всю карьеру провёдший в клубах Национальной баскетбольной ассоциации.

## Биография
Оливье Сен-Жан родился во Франции, в семье иммигрантов из Французской Гвианы. Его мать также была профессиональной баскетболисткой. В баскетбол начал играть в команде города Эврё. В 1993 году переехал в США и поступил в Мичиганский университет, позже перевёлся в Университет штата в Сан-Хосе, где показал хорошие бомбардирские способности. За успехи в университетском баскетболе его третий номер был закреплён за ним в Сан-Хосе в 2002 году. На драфте НБА 1997 года был выбран под 11-м номером командой «Сакраменто Кингз» и стал первым французским баскетболистом в НБА (в 1960 году на драфте НБА был выбран француз Жан-Клод Лефебр, но он так и не оказался в НБА). 11 ноября 1997 года в связи с принятием ислама Оливье сменил имя на Тарик Абдул-Вахад (Тарик означает «утренняя звезда», Абдул-Вахад — «служитель единого Бога»).
Хотя Абдул-Вахад считался хорошим специалистом по игре в обороне, его карьера в НБА не сложилась из-за череды травм. Помимо «Кингз», он также выступал за «Орландо Мэджик», «Денвер Наггетс» и «Даллас Маверикс», всего проведя на профессиональном уровне шесть сезонов (последним был 2002/2003), за которые он сыграл 236 матчей. В 2005 году, после двух лет нахождения в списке травмированных, Тарик наконец покинул «Даллас Маверикс». В 2006 году он попробовал продолжить карьеру в Италии, в «Фортитудо» из Болоньи, однако руководство команды после просмотра игрока не стало подписывать с ним контракт, сославшись на его неудовлетворительную игровую форму.
Абдул-Вахад выступал за национальную сборную Франции на чемпионатах Европы 1999 и 2003 годов, оба раза команда занимала четвёртое место.

## Статистика

### Статистика в НБА
| Сезон                                                                                    | Команда    | Регулярный сезон | Регулярный сезон | Регулярный сезон | Регулярный сезон | Регулярный сезон | Регулярный сезон | Регулярный сезон | Регулярный сезон | Регулярный сезон | Регулярный сезон | Регулярный сезон | Серия плей-офф | Серия плей-офф | Серия плей-офф | Серия плей-офф | Серия плей-офф | Серия плей-офф | Серия плей-офф | Серия плей-офф | Серия плей-офф | Серия плей-офф | Серия плей-офф |
| Сезон                                                                                    | Команда    | GP               | GS               | MPG              | FG%              | 3P%              | FT%              | RPG              | APG              | SPG              | BPG              | PPG              | GP             | GS             | MPG            | FG%            | 3P%            | FT%            | RPG            | APG            | SPG            | BPG            | PPG            |
| ---------------------------------------------------------------------------------------- | ---------- | ---------------- | ---------------- | ---------------- | ---------------- | ---------------- | ---------------- | ---------------- | ---------------- | ---------------- | ---------------- | ---------------- | -------------- | -------------- | -------------- | -------------- | -------------- | -------------- | -------------- | -------------- | -------------- | -------------- | -------------- |
| 1997/98                                                                                  | Сакраменто | 59               | 16               | 16,3             | 40,3             | 21,1             | 67,2             | 2,0              | 0,9              | 0,6              | 0,2              | 6,4              | Не участвовал  | Не участвовал  | Не участвовал  | Не участвовал  | Не участвовал  | Не участвовал  | Не участвовал  | Не участвовал  | Не участвовал  | Не участвовал  | Не участвовал  |
| 1998/99                                                                                  | Сакраменто | 49               | 49               | 24,6             | 43,5             | 28,6             | 69,1             | 3,8              | 1,0              | 1,0              | 0,3              | 9,3              | 5              | 5              | 19,8           | 45,5           | 0,0            | 81,3           | 3,8            | 0,8            | 0,8            | 0,8            | 8,6            |
| 1999/00                                                                                  | Орландо    | 46               | 46               | 26,2             | 43,3             | 9,5              | 76,2             | 5,2              | 1,6              | 1,2              | 0,3              | 12,2             | Не участвовал  | Не участвовал  | Не участвовал  | Не участвовал  | Не участвовал  | Не участвовал  | Не участвовал  | Не участвовал  | Не участвовал  | Не участвовал  | Не участвовал  |
| 1999/00                                                                                  | Денвер     | 15               | 10               | 24,9             | 38,9             | 50,0             | 73,8             | 3,5              | 1,7              | 0,4              | 0,8              | 8,9              | Не участвовал  | Не участвовал  | Не участвовал  | Не участвовал  | Не участвовал  | Не участвовал  | Не участвовал  | Не участвовал  | Не участвовал  | Не участвовал  | Не участвовал  |
| 2000/01                                                                                  | Денвер     | 29               | 12               | 14,5             | 38,7             | 40,0             | 58,3             | 2,0              | 0,8              | 0,5              | 0,4              | 3,8              | Не участвовал  | Не участвовал  | Не участвовал  | Не участвовал  | Не участвовал  | Не участвовал  | Не участвовал  | Не участвовал  | Не участвовал  | Не участвовал  | Не участвовал  |
| 2001/02                                                                                  | Денвер     | 20               | 12               | 20,9             | 37,9             | 50,0             | 75,0             | 3,9              | 1,1              | 0,9              | 0,5              | 6,8              | Не участвовал  | Не участвовал  | Не участвовал  | Не участвовал  | Не участвовал  | Не участвовал  | Не участвовал  | Не участвовал  | Не участвовал  | Не участвовал  | Не участвовал  |
| 2001/02                                                                                  | Даллас     | 4                | 0                | 6,0              | 0,0              | -                | 0,0              | 1,5              | 0,5              | 0,5              | 0,3              | 0,0              | Не участвовал  | Не участвовал  | Не участвовал  | Не участвовал  | Не участвовал  | Не участвовал  | Не участвовал  | Не участвовал  | Не участвовал  | Не участвовал  | Не участвовал  |
| 2002/03                                                                                  | Даллас     | 14               | 0                | 14,6             | 46,6             | 0,0              | 50,0             | 2,9              | 1,5              | 0,4              | 0,2              | 4,1              | 8              | 0              | 9,9            | 30,0           | 0,0            | 87,5           | 2,8            | 0,9            | 0,0            | 0,0            | 3,1            |
|                                                                                          | Всего      | 236              | 145              | 20,4             | 41,7             | 23,7             | 70,3             | 3,3              | 1,1              | 0,8              | 0,4              | 7,8              | 13             | 5              | 13,7           | 38,1           | 0,0            | 83,3           | 3,2            | 0,8            | 0,3            | 0,3            | 5,2            |
| Наведите курсор мыши на аббревиатуры в заголовке таблицы, чтобы прочесть их расшифровку. |            |                  |                  |                  |                  |                  |                  |                  |                  |                  |                  |                  |                |                |                |                |                |                |                |                |                |                |                |

### Статистика в NCAA
| Сезон | Команда        | Conf           | Class          | GP | GS | MPG  | FG%  | 3P%  | FT%   | RPG | APG | SPG | BPG | PPG  |
| --- | -------------- | -------------- | -------------- | -- | -- | ---- | ---- | ---- | ----- | --- | --- | --- | --- | ---- |
| 1993/94 | Мичиган        | Big Ten        | FR             | 32 | 1  | 13,1 | 51,0 | 28,6 | 56,5  | 2,3 | 0,5 | 0,6 | 0,2 | 3,6  |
| 1994/95 | Мичиган        | Big Ten        | SO             | 4  | 0  | 12,8 | 50,0 | 50,0 | 100,0 | 3,3 | 0,0 | 0,3 | 0,3 | 4,8  |
| 1995/96 | Сан-Хосе Стэйт | Big West       | JR             | 25 |    | 27,9 | 44,6 | 27,7 | 74,1  | 6,3 | 2,6 | 1,0 | 0,9 | 17,2 |
| 1996/97 | Сан-Хосе Стэйт | WAC            | SR             | 26 | 26 | 33,4 | 49,2 | 36,6 | 73,0  | 8,8 | 1,1 | 1,5 | 0,7 | 23,8 |
| Всего | Всего          | Всего          | Всего          | 87 | 27 | 15,6 | 47,7 | 32,2 | 72,6  | 3,6 | 0,9 | 0,6 | 0,4 | 9,1  |
| Мичиган | Мичиган        | Мичиган        | Мичиган        | 36 | 1  | 13,0 | 50,9 | 31,3 | 60,0  | 2,4 | 0,5 | 0,5 | 0,2 | 3,7  |
| Сан-Хосе Стэйт | Сан-Хосе Стэйт | Сан-Хосе Стэйт | Сан-Хосе Стэйт | 51 | 26 | 30,7 | 47,3 | 32,4 | 73,4  | 7,6 | 1,8 | 1,3 | 0,8 | 20,6 |
| Наведите курсор мыши на аббревиатуры в заголовке таблицы, чтобы прочесть их расшифровку Статистика приведена с сайта sports-reference.com |                |                |                |    |    |      |      |      |       |     |     |     |     |      |